# Davide Baiocco
Pour les articles homonymes, voir Baiocco (homonymie).
Davide Baiocco (né le 8 mai 1975 à Pérouse, en Ombrie) est un footballeur italien. Il évolue au poste de milieu de terrain.

## Statistiques détaillées

### En club
| Saison      | Club           | Pays   | Championnat | Championnat | Championnat |
| Saison      | Club           | Pays   | Division    | Matchs      | Buts        |
| ----------- | -------------- | ------ | ----------- | ----------- | ----------- |
| 1992 - 1993 | Gubbio Calcio  | Italie | Serie D     | 6           | 0           |
| 1993 - 1994 | Gubbio Calcio  | Italie | Serie D     | 28          | 0           |
| 1994 - 1995 | AC Pérouse     | Italie | Serie B     | 0           | 0           |
| 1995 - 1996 | AC Pérouse     | Italie | Serie B     | 4           | 0           |
| 1996 - 1997 | Fano Calcio    | Italie | Serie C2    | 28          | 2           |
| 1997 - 1998 | AC Sienne      | Italie | Serie C1    | 29          | 0           |
| 1998 - 1999 | AC Pérouse     | Italie | Serie A     | 1           | 0           |
| 1998 - 1999 | US Viterbese   | Italie | Serie C2    | 23          | 0           |
| 1999 - 2000 | US Viterbese   | Italie | Serie C1    | 29          | 3           |
| 2000 - 2001 | AC Pérouse     | Italie | Serie A     | 31          | 1           |
| 2001 - 2002 | AC Pérouse     | Italie | Serie A     | 32          | 1           |
| 2002 - 2003 | Juventus FC    | Italie | Serie A     | 7           | 0           |
| 2002 - 2003 | Plaisance FC   | Italie | Serie A     | 16          | 0           |
| 2003 - 2004 | Reggina Calcio | Italie | Serie A     | 28          | 0           |
| 2004 - 2005 | AC Pérouse     | Italie | Serie B     | 33          | 2           |
| 2005 - 2006 | Calcio Catane  | Italie | Serie B     | 36          | 0           |
| 2006 - 2007 | Calcio Catane  | Italie | Serie A     | 33          | 0           |
| 2007 - 2008 | Calcio Catane  | Italie | Serie A     | 33          | 1           |
| 2008 - 2009 | Calcio Catane  | Italie | Serie A     | 20          | 1           |
| 2009 - 2010 | Brescia Calcio | Italie | Serie B     | 38          | 1           |
| 2010 - 2011 | Brescia Calcio | Italie | Serie A     | 15          | 0           |
| 2011 - 2012 | US Syracuse    | Italie |             | -           | -           |